# Прогресс мировых рекордов в смешанной эстафете 4х50 м вольным стилем в 25-метровом бассейне
Прогресс мировых рекордов в смешанной комбинированной эстафете 4×50 метров вольным стилем в 25-метровом бассейне — эта статья включает в себя прогрессию мирового рекорда и показывает хронологическую историю мировых рекордов в смешанной эстафете 4×50 метров в 25-метровом бассейне. Смешанная комбинированная эстафета 4×50 метров — это эстафета, в которой каждый из четырех пловцов команды проплывает 50-метровый отрезок.
Время, показанное на отрезках такой эстафеты, не может быть засчитано как рекорд и не может быть заявочным временем. В эстафетном плавании команда, пловец который оторвет ноги от стартовой тумбочки раньше, чем коснулся стенки участник предыдущего этапа, должна быть дисквалифицирована. Команда эстафетного плавания дисквалифицируется, если ее участник, кроме пловца, назначенного плыть данный этап, окажется в воде до окончания дистанции участниками всех команд. Участники эстафетной команды и их очередность должны быть заявлены до заплыва. Участник эстафетной команды может стартовать только на одном этапе. Состав эстафетной команды может быть изменен между предварительным и финальным заплывами. Замена участников эстафетной команды производится из числа пловцов, заявленных федерацией на эти соревнования в соответствии с технической заявкой. Нарушение порядка поименной очередности проплыва этапов ведет к дисквалификации. Замена может быть сделана только по медицинским показаниям, подтвержденным документально.
Мировые рекорды ратифицируется и регламентируются ФИНА.
Прогресс мировых рекордов в смешанной эстафете 4×50 метров вольным стилем в 25-метровом бассейне
| Номер | Время   |   | Имя                                                                                              | Национальность | Дата                | Соревнование     | Место                                | Прим.         |
| ----- | ------- | - | ------------------------------------------------------------------------------------------------ | -------------- | ------------------- | ---------------- | ------------------------------------ | ------------- |
| 1     | 1:49.87 |   | Джеймс Уэллс Коди Миллер Джиа Далесандро Оливия Баркер                                           | США            | 26 сентября 2013 г. | IU Fall Frenzy   | Блумингтон, США                      | [ 2 ]         |
| 2     | 1:33.01 |   | (24.56)Розалия Насретдинова (21.97)Дмитрий Ермаков (22.06)Артем Лобузов (24.42)Мария Резникова   | Россия         | 13 октября 2013 г.  | Кубок мира       | Москва, Россия                       | [ 3 ] [ 4 ]   |
| 3     | 1:32.52 |   | (21.63)Шинри Шиура (25.28)Саяка Акасе (20.70)Кента Ито (24.91)Канако Ватанабэ                    | Япония         | 18 октября 2013 г.  | Кубок мира       | Дубай, Объединенные Арабские Эмираты | [ 5 ] [ 6 ]   |
| 4     | 1:31.14 |   | (21.22)Флоран Маноду (20.87)Жереми Стравьюс (24.61)Мелани Хеник (24.44)Анна Сантаманс            | Франция        | 21 октября 2013 г.  | Кубок мира       | Доха, Катар                          | [ 7 ] [ 8 ]   |
| 5     | 1:31.13 | к | (21.62)Томазо Д’Орсонья (21.98)Риган Леонг (24.03)Бронте Кэмпбелл (23.50)Кейт Кэмпбелл           | Австралия      | 10 ноября 2013 г.   | Кубок мира       | Токио, Япония                        | [ 9 ]         |
| 6     | 1:29.61 |   | (21.48)Томазо Д’Орсонья (21.59)Трэвис Махони (23.10)Бронте Кэмпбелл (23.44)Кейт Кэмпбелл         | Австралия      | 10 ноября 2013 г.   | Кубок мира       | Токио, Япония                        | [ 9 ]         |
| 7     | 1:29.53 |   | (21.13)Сергей Фесиков (20.72)Владимир Морозов (23.70)Розалия Насретдинова (23.98)Вероника Попова | Россия         | 14 декабря 2013 г.  | Чемпионат Европы | Хернинг, Дания                       | [ 10 ]        |
| 8     | 1:28.57 |   | (20.94)Джош Шнайдер (20.75)Мэттью Греверс (23.63)Мэдисон Кеннеди (23.25)Эбби Вейтцейл            | США            | 6 декабря 2014 г.   | Чемпионат мира   | Даха, Катар                          | [ 11 ] [ 12 ] |
| 7     | 1:28.39 |   | (21.42)Нильс Корстанье (20.66)Кайли Столк (23.01)Раноми Кромовидьойо (23.30)Фемке Хемскерк       | Нидерланды     | 16 декабря 2017 г.  | Чемпионат Европы | Копенгаген, Дания                    | [ 13 ]        |
| 10    | 1.27.89 |   | (20.43)Калеб Дрессел (20.60)Райан Хелд (23.44)Мэллори Комерфорд (23.42)Келси Далия               | США            | 12 декабря 2018 г.  | Чемпионат мира   | Ханчжоу, Китай                       | [ 14 ]        |
| 11    | 1.27.33 |   | (20.92)Максим Груссе (20.26)Флоран Манауду (23.00)Берил Гастальделло (23.15)Мелани Эник          | Франция        | 16 декабря 2022 г.  | Чемпионат мира   | Мельбурн, Австралия                  | [ 15 ]        |

Примечания: # — рекорд ожидает ратификации в FINA;
Рекорды в стадиях: к — квалификация; пф — полуфинал; э — 1-й этап эстафеты; эк −1-й этап эстафеты квалификация; б — финал Б; † — в ходе более длинного заплыва; зв — заплыв на время.